# مسجد جامع داراب
مسجد جامع داراب از ان دوره سلجوقیان است و برپایه برخی گزارشهای کهن این سازه نخست آتشکده ای در زمان ساسانیان بوده ک در روند اسلامی سازی ایران به دستاویزی عربان به مسجد دگردیسه گشته و در داراب، درون شهر ساخته شده و این سازه در تاریخ ۱۹ دی ۱۳۵۶ با شمارهٔ ثبت ۱۵۹۷ به‌عنوان یکی از آثار ملی ایران نگاشته و به ثبت رسیده است.